# Os retinaculi
Os retinaculi is de benaming voor een accessoir voetwortelbeentje dat soms als extra ossificatiepunt ontstaat gedurende de embryonale ontwikkeling. Bij de mensen bij wie het botje voorkomt, bevindt het botje zich in het gebied van de bursa van de malleolus lateralis.
Op röntgenfoto's wordt een os retinaculi soms onterecht aangemerkt als afwijkend, losliggend botdeel of als fractuur.